# Henri Sellier
Henri Sellier (12 gennaio 1889 – 1º ottobre 1924) è stato un calciatore francese, di ruolo centrocampista destro.

## Carriera

### Club
Ha militato dal 1909 al 1910 nell'Étoile des Deux Lacs.

### Nazionale
Venne convocato nella nazionale di calcio francese, con cui disputò un solo incontro, il 15 maggio 1910, nella sconfitta francese per 6-2 contro l'Italia.

## Statistiche

### Cronologia presenze e reti in Nazionale[1]
| Cronologia completa delle presenze e delle reti in nazionale ― Francia | Cronologia completa delle presenze e delle reti in nazionale ― Francia | Cronologia completa delle presenze e delle reti in nazionale ― Francia | Cronologia completa delle presenze e delle reti in nazionale ― Francia | Cronologia completa delle presenze e delle reti in nazionale ― Francia | Cronologia completa delle presenze e delle reti in nazionale ― Francia | Cronologia completa delle presenze e delle reti in nazionale ― Francia | Cronologia completa delle presenze e delle reti in nazionale ― Francia |
| Data                                                                   | Città                                                                  | In casa                                                                | Risultato                                                              | Ospiti                                                                 | Competizione                                                           | Reti                                                                   | Note                                                                   |
| ---------------------------------------------------------------------- | ---------------------------------------------------------------------- | ---------------------------------------------------------------------- | ---------------------------------------------------------------------- | ---------------------------------------------------------------------- | ---------------------------------------------------------------------- | ---------------------------------------------------------------------- | ---------------------------------------------------------------------- |
| 15/05/1910                                                             | Milano                                                                 | Italia                                                                 | 6 – 2                                                                  | Francia                                                                | Amichevole                                                             | -                                                                      |                                                                        |
| Totale                                                                 |                                                                        | Presenze                                                               | 1                                                                      |                                                                        | Reti                                                                   | 0                                                                      |                                                                        |